# 湯宮由海
湯宮 由海（ゆみや ゆみ、8月25日 - ）は、日本の女性声優。

## 出演
太字はメインキャラクター。

### テレビアニメ
- きんいろモザイク（2013年[1]）
- 大人にゃ恋の仕方がわからねぇ!（2020年、原田まり）

### ゲーム
- 大正鬼譚（2013年、聡里、女学生）[1]
- ソードアート・オンライン コード・レジスタ（2016年、フルール、ミーア）[1]
- 経営再建のためのメイドとパルティータ〜じゃんけんぽいぽいしませんか？〜（2016年、羽住なゆき[1][2]）
- オルターレコードアジャストメント（2018年、諸葛亮[1]）
- ELYSION（2019年、エリス、リコリス、アイリス）[1]
- ぐんゆう！-群雄-（2020年、月瑶[1]）
- さくらの雲＊スカアレットの恋（2021年、不知出遠子[3]）- PS4/Nintendo Switch版
- JINKI -Infinity-（2023年、黄坂ルイ[4]）
- すだまリレイシヨン（2024年、子子子[5]）

### 吹き替え

#### 外画
- 七番房の奇跡[1]

### デジタルコミック
- 僕とロボコ（2020年、円）

### ラジオ
- おさんぽラジオかんだ 神保町（FMちよだ）

### ナレーション
- TVCM「ドラマ ラブレイン」
- TVCM「東葛5市 柏」
- 秋葉原UDX ビジョン内CM「ロードオブワルキューレ」
- ジアス立川店 店内外宣伝ナレーション

### その他
- 東京ばな奈様CM
- 千代田 さくらフェスティバル 司会進行
- CMサイト内 株式会社日水コン（チカ）
- 秋葉原ワシントンホテル モーニングコール 音声担当